# Ala-Naarma
Ala-Naarma eller Ala Naarnajärvi är en sjö i Finland. Den ligger i kommunen Rovaniemi i landskapet Lappland, i den norra delen av landet, 700 km norr om huvudstaden Helsingfors. Ala-Naarma ligger 195,9 meter över havet. Den ligger vid sjön Repojärvi. Den är 11 meter djup. Arean är 1,3 kvadratkilometer och strandlinjen är 8,61 kilometer lång. Sjön  ingår i Kemi älvs huvudavrinningsområde. 